# Rise Against
Rise Against est un groupe de punk rock américain, originaire de Chicago, dans l'Illinois. Formé en 1999, le groupe est composé de quatre membres : Tim McIlrath (chant, ainsi que guitare secondaire pour certains morceaux), Joe Principe (basse), Brandon Barnes (batterie) et Zach Blair (guitare principale).
Rise Against compte au total sept albums studio, une compilation de chansons inédites, quatre EP, un album demo et deux DVD. Ils connaissent le succès au niveau mondial à la suite de la sortie des albums Siren Song of the Counter Culture en 2004 et The Sufferer and the Witness en 2006, qui contiennent les titres Blood To Bleed, Give It All, Ready to Fall et Prayer of the Refugee.
Le 9 mai 2017 sort l'album Wolves. Il contient de nombreux éléments se rapprochant du punk rock, avec des paroles dénonçant la politique américaine et le terrorisme mondial.
Leur neuvième album, Nowhere Generation, est sorti le 4 juin 2021.

## Biographie

### Débuts (1999-2003)
Rise Against est formé en 1999 par la réunion de membres des groupes 88 Fingers Louie et Baxter, à la suite de la dissolution de 88 Fingers Louie. Bien que prometteur, le groupe se sépare à cause de divergences internes.
La première formation regroupait Tim McIlrath (chant), Joe Principe (basse et chant), Tony Tintari (batterie), et Mr. Precision, de son vrai nom Dan Wleklinski (guitare et chant). Alors qu'ils n'ont encore donné aucun concert sous le nom de Rise Against, ils lancent une démo auto-produite ayant pour titre Transistor Revolt en 2000. L'année suivante, ils signent au label Fat Wreck Chords. C'est sous ce label que le groupe sort ses deux premiers albums. The Unraveling est publié en 2001, et produit par Mass Giorgini, spécialiste de la scène punk. Wlekinski quitte le groupe en 2001, et est remplacé par l'ancien guitariste de The Killing Tree, Todd Mohney,. Après la tournée en soutien à The Unraveling, le groupe revient en studio en décembre 2002 pour enregistrer son deuxième album studio, Revolutions per Minute,, cette fois-ci avec Bill Stevenson, qui est publié en 2003.

### Revolutions per Minute(2003)
Le groupe attire l'attention de nombreux membres de la scène punk rock après la sortie de The Unraveling qui décèlent en Rise Against un groupe prometteur, notamment avec la voix particulière du chanteur Tim McIlrath, qui possède la faculté de pousser à l'occasion un de ces cris rauques et furieux typiques du hardcore.
Tintari quitte le groupe après la production de Transistor Revolt, et M.Precision fait de même en 2001. M.Precision est remplacé par Kevin White durant la tournée de The Unraveling, mais il fait lui aussi faux bond, et c'est Todd Mohney qui termine la tournée à sa place. Le groupe fait de nombreuses tournées pour promouvoir ses deux premiers albums. Ils font la première partie de groupes tels que Sick of It All, NOFX, Agnostic Front, No Use for a Name, AFI, et Strung Out. En plus, ils ont participé, en 2003, au Warped Tour.
Le 8 avril 2003, c'est avec Todd Mohney comme guitariste que Rise Against lance Revolutions per Minute. L'album reçoit un accueil chaleureux de la part de la critique punk, mais aussi rock, comme en témoignent les quatre étoiles et demi (sur cinq possibles) que lui accorde AllMusic. En France, PunkFiction sanctifie l'album, avec une note de 18,5 sur 20. Les thèmes majeurs traités sur l'album sont la critique de la drogue, de certains phénomènes sociaux et politiques. Cet album rapproche Rise Against de la frange dure des punks.

### Siren Song of the Counter Culture(2004–2005)
Contre toute attente, Rise Against change de maison de disques et signe chez Dreamworks Records. Mais leur nouvelle maison de disques est rachetée par Universal, et Rise Against finalement rattaché à Geffen Records, une sous-filiale d'Universal. Ils sortent leur nouvel album, Siren Song of the Counter Culture, le 10 juillet 2004. Il est le premier album du groupe à atteindre le Billboard 200 (136e place) et est certifié disque d'or par la Recording Industry Association of America (RIAA),avec 500 000 exemplaires vendus. La production est encore améliorée et le groupe met davantage l'accent sur son côté hardcore mélodique, tout en cherchant à expérimenter (comme sur la chanson Dancing For Rain, où des passages acoustiques côtoient des riffs on ne peut plus punk et d'autres moments ultra-agressifs façon hardcore), au grand dam d'un certain nombre de fans qui accusent le groupe de prendre un virage « commercial », prenant notamment pour exemple la présence d'une chanson acoustique, Swing Life Away, qui connaît une diffusion radio répétée et dont le clip passe tout aussi fréquemment sur MTV, ce qui conduit à une reconnaissance de Rise Against par le grand public.
L'album est généralement bien accueilli par la presse spécialisée. Rise Against tourne en Amérique du Nord, en Europe, en Australie, et au Japon en soutien à Siren Song of the Counter Culture. Parmi les dates majeures, on retrouve le Reading Festival et le Leeds Festival en Angleterre, et le Warped Tour aux États-Unis, qui avait déjà accueilli le groupe pour la promo de The Unraveling. La première performance internationale du groupe s'effectue au Taste of Chaos en 2005 (avec Funeral for a Friend, Story of the Year, The Used, et Killswitch Engage),.
Une nouvelle version de cet album sort par ailleurs en août 2005, offrant un contenu remasterisé et élargi (2 chansons bonus), une nouvelle fois avec Fat Wreck Chords. Délivrant quelques messages politiques (State of the Union), la formation est alors parfois rapprochée des groupes étiquetés emo pour ses paroles introspectives, mais Rise Against conserve un son et une qualité de chant très punk/hardcore, loin des voix parfois plus féminines de la nouvelle vague emo ainsi qu'un style et une attitude éloignés du fashioncore, même si l'album est résolument moins underground que Revolutions per Minute[non neutre].

### The Sufferer and the Witness(2006)

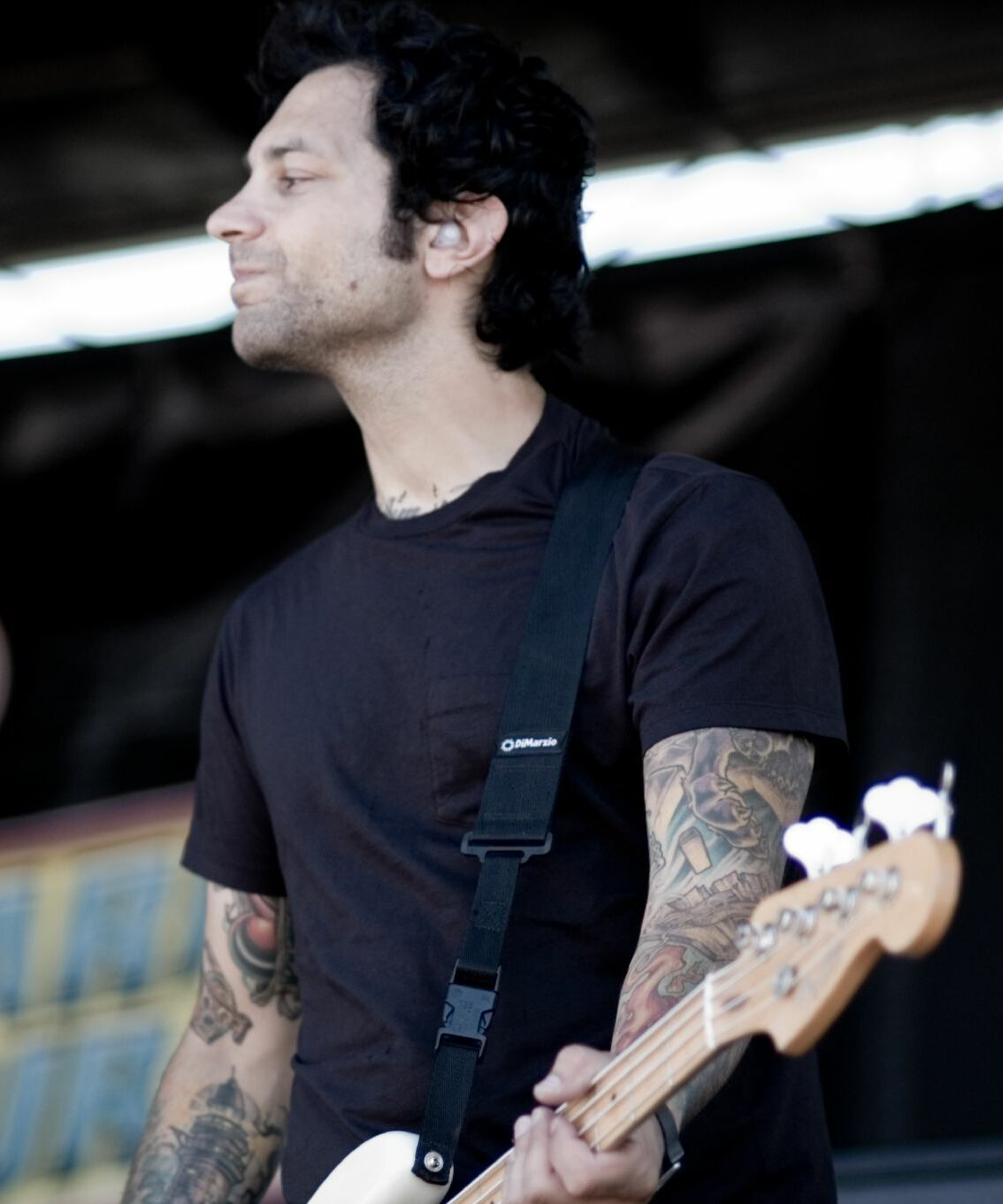
Joe Principe en 2006.

Le quatrième album, The Sufferer and the Witness (produit par Bill Stevenson) est disponible à partir du 4 juillet 2006. Il atteint la dixième place au Billboard 200 et devient disque de platine au Canada. Le 5 décembre 2006 sort le DVD Generation Lost, un documentaire sur le groupe. The Sufferer and the Witness se rapproche de Revolutions per Minute, même si des chansons lentes sont toujours présentes, comme Roadside. PunkFiction applaudît, et accorde un 16,5 à l'album. À la fin de 2006, le groupe tourne avec Circa Survive et Billy Talent Au début de 2007, le groupe fait avec ce quatrième opus les premières parties de My Chemical Romance, ainsi qu'une tournée solo au Canada, et dans le Nord des États-Unis juste après. Le 23 février 2007, Rise Against annonce le départ du guitariste Chris Chasse. Celui-ci invoque pour raisons la trop grande fatigue engendrée par les tournées ainsi que la pression grandissante autour du groupe, et remercie tous les fans de leur soutien Zach Blair, un vieil ami du groupe en provenance du groupe Only Crime, le remplace. Le 15 juin 2007, le groupe effectue sa première tournée officielle en soutien à The Sufferer and the Witnessen Amérique du Nord. Le 3 juillet 2007, Rise Against lance un EP de cinq pistes intitulé This is Noise au Canada, disponible aux États-Unis le 15 juillet 2008.

### Appeal to Reason(2008–2010)

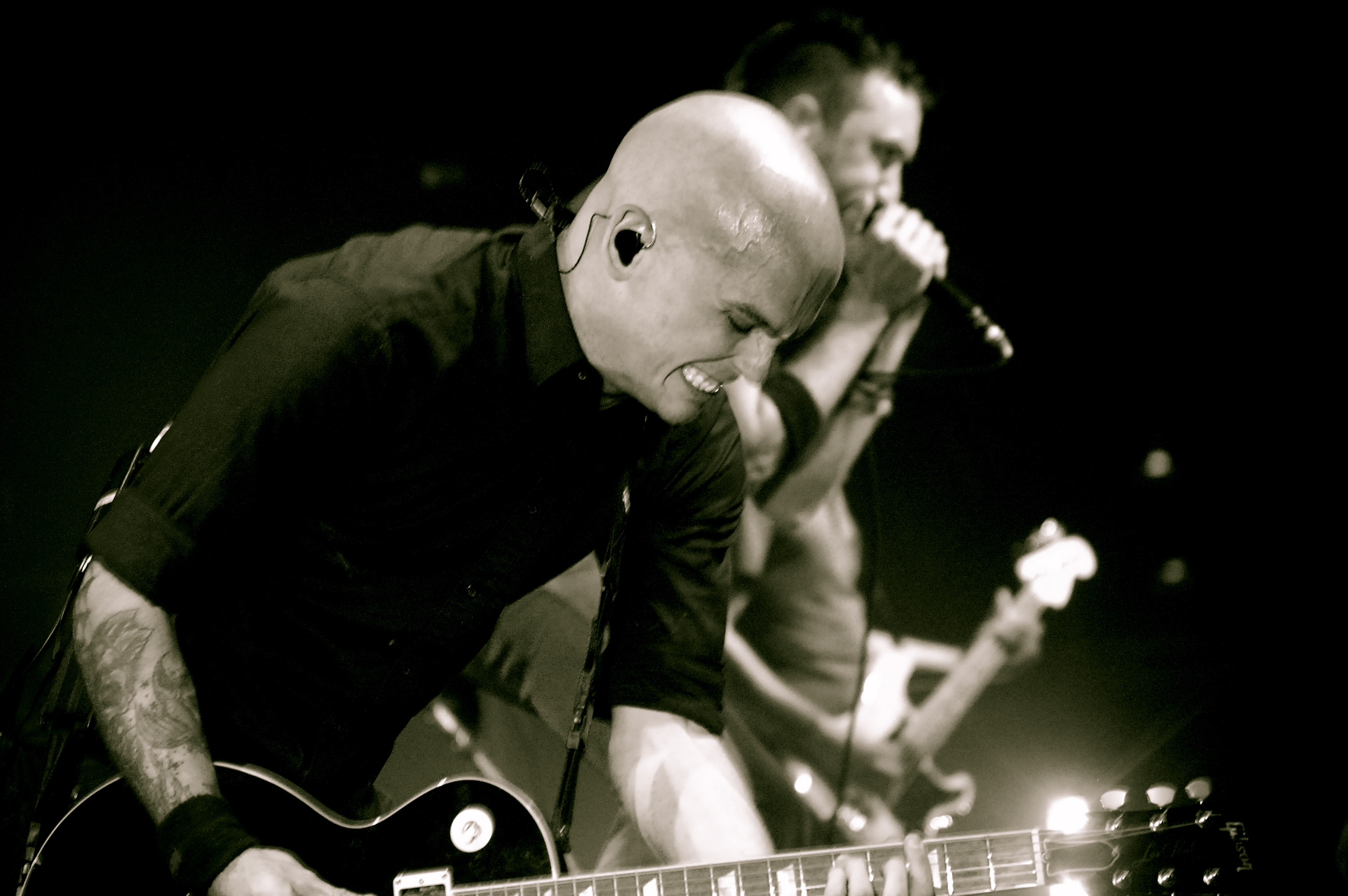
Blair et McIlrath pendant la tournée Appeal to Reason en 2008.

Rise Against termine l'enregistrement d'Appeal to Reason en studio à Fort Collins. Ce dernier album est sorti le 7 octobre 2008. Le premier single de l'album, Re-Education (Through Labor) est introduit sur les plateformes de téléchargement le 19 août 2008. L'album contient quelques titres dénonçant la guerre en Irak, tout particulièrement la chanson Hero of War. Le groupe cherche clairement à passer un message sur les désastres écologiques et la violence. La deuxième piste introduite à la radio est Audience of One, qui connait un certain succès sur les radios canadiennes et américaines. Album très attendu, la chaîne musicale de télévision MusiquePlus parle de cet album comme un candidat très sérieux à l'album de l'année.
En 2010, ils collaborent avec le groupe de hip-hop Flobots et composent ensemble un morceau intitulé White Flag Warrior qui dénonce encore une fois, la guerre, avec une phrase déclarant : « nous aimons mieux faire de nos enfants des victimes que des meurtriers ».

### Endgame(2011–2012)
Le 12 janvier 2011, le groupe annonce que la sortie de son album Endgame est prévue pour le 15 mars 2011.
L'album est précédé du single Help Is on the Way. L'album contient trois vidéoclips : Help Is on the Way sorti le 18 mars 2011, Make It Stop (September's Children) sorti le 15 juin 2011, et Satellite sorti le 1er novembre 2011. La chanson Help Is on the Way traite de la lenteur des secours lors de grande catastrophe naturelle, faisant en autre allusion à l'ouragan Katrina, tandis que la chanson Satellite parle des problèmes reliés à la politique et finalement, Make It Stop (September's Children) parle des adolescents qui se font harceler, discriminer et, qui sont ainsi poussés au suicide à cause de leur homosexualité, référant à une série de suicides qui a eu lieu en septembre 2010. Le clip vidéo de Make It Stop (September's Children) suscite un grand débat de la part des utilisateurs sur YouTube[réf. nécessaire]. Cette chanson s'est classée en deuxième position dans le Billboard Top 200.
Le groupe enregistre une nouvelle chanson, Dirt and Roses, pour le film The Avengers. Cette chanson est disponible sur l'album officiel du film qui sortira le 1er mai 2012.

### The Black Market(2013–2016)
Long Forgotten Songs: B-Sides and Covers 2000-2013 est le premier album (compilation) du groupe qui regroupe les chansons qui n'ont jamais paru sur d'autres albums. Cet album sort le 9 septembre 2013 et reprend non seulement les chansons qui ne sont pas présentes dans les albums précédents mais aussi quelques-unes en version acoustique.
Le 5 mai 2014, le groupe annonce via Facebook un nouvel album pour l'été 2014. Après un mois d'attente, le groupe a fait plaisir aux fans en sortant leur premier single, I Don't Want to Be Here Anymore. Quelques jours après sort The Eco-Terrorist in Me. L'album sortira finalement le 15 juillet 2014.

### Wolves(depuis 2017)
Le 20 avril 2017 le groupe dévoile la chanson The Violence via YouTube et annonce Wolves, un nouvel album, pour l'été 2017. Le 19 mai 2017, le deuxième single est dévoilé, il s'intitule House on fire. L'album est sorti le 9 juin 2017 via le label Virgin Records.
Le 1er mai 2017, le groupe annonce sur sa page facebook s'être vu refuser le droit de tourner un vidéoclip pour The Violence dans un champ rempli de bustes présidentiels américains. Selon le groupe, les administrateurs du Presidents Park, situé à Williamsburg en Virginie, ont jugé que la démarche du groupe était anti-gouvernement et ont décidé d'annuler le permis de tournage qui leur avait, auparavant, été accordé.
Le groupe fait paraître en 2018 le LP The Ghost Note Symphonies, Vol. 1, qui inclut des reprises de certains de leurs succès. Ils sortent aussi une nouvelle édition de The Black Market en 2020 à laquelle ils ajoutent certains titres tels About Damn Time et We Will Never Forget,initialement parus en 2007, et Escape Artist, paru initialement seulement sur la version japonaise de l'album.
Le 18 mars 2021, le groupe annonce que son neuvième album, Nowhere Generation, paraîtra le 4 juin prochain. Le premier single éponyme paraît le même jour.

## Inspirations
Le style musical de Rise Against, au cours de leur histoire, est désigné par les critiques comme étant du punk hardcore,,, hardcore mélodique,, ou punk rock,.
En 2004, le batteur Brandon Barnes déclare : « Je crois que nous avons plusieurs influences différentes dans le hardcore comme les anciens Cave In ou encore beaucoup de punk comme Face to Face, Screeching Weasel, et Down by Law ».
En 2006, Tim McIlrath décrit le style du groupe : « Nous émulons Minor Threat et Black Flag. Qui sait, si Ian MacKaye portait du mascara je le ferais ». Quelques autres groupes ayant inspiré Rise Against : Dead Kennedys, Refused et Bad Religion.

## Prises de position

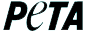
Logo de PETA.

Rise Against est un groupe straight edge, les membres suivent donc la doctrine prônée par ce mouvement de la scène punk : pas d'acte sexuel sans amour, pas de consommation de drogue, pas de consommation d'alcool, mode de vie écologiste… Tous les membres sont végétaliens. Rise Against soutient activement PETA, une association luttant pour l'amélioration des conditions de vie animales. Le clip du single Ready to Fall montre par exemple les dégradations de l'environnement provoquées par les activités humaines, et leurs conséquences sur le cadre de vie des animaux. Rise Against considère d'ailleurs cette vidéo comme leur production visuelle la plus importante.

## Membres

### Membres actuels
- Tim McIlrath – chant, guitare rythmique (depuis 1999)
- Joe Principe – basse, chœurs (depuis 1999)
- Zach Blair – guitare solo, chœurs (depuis 2007)
- Brandon Barnes – batterie, percussions (depuis 2000)

### Anciens membres
- Dan Wlekinski – guitare solo, chœurs (1999–2001)
- Kevin White – guitare solo, chœurs (2001–2002)
- Todd Mohney – guitare solo, chœurs (2002–2004)
- Chris Chasse – guitare solo, chœurs(2004–2007)
- Toni Tintari – batterie, percussions (1999–2000)
- Dan Lumley – batterie, percussions (2000)

## Distinctions
| Année | Titre                                      | Nomination                             | Résultat |
| ----- | ------------------------------------------ | -------------------------------------- | -------- |
| 2006  | "Ready to Fall (Chanson)"                  | MTVu Good Woodie Award                 | Nommée   |
| 2008  | "Rise Against (Groupe)"                    | Top In Rock Awards                     | Gagnée   |
| 2009  | "Rise Against (Groupe)"                    | Meilleur Groupe-Amis-Des-Animaux(PETA) | Gagnée   |
| 2009  | "Re-Education (Through Labor) (Vidéoclip)" | MuchMusic Video Award                  | Nommée   |
| 2011  | "Make It Stop (September's Children)"      | MTV Video Music Awards                 | Nommée   |
| 2012  | "Ballad of Hollis Brown"                   | MTV Video Music Awards                 | Nommée   |